# Eriocaulon sahyadricum
Eriocaulon sahyadricum là một loài thực vật có hoa trong họ Eriocaulaceae. Loài này được Punekar, Malpure & Lakshmin. mô tả khoa học đầu tiên năm 2003.